# 中国空間技術研究院
中国空間技術研究院（中: 中国空间技术研究院、英: China Academy of Space Technology ; CAST）は中国航天科技集団公司（CASC）の傘下にある研究機関で、人工衛星開発の中心的役割を果たしている。1968年2月20日に設立された。
1970年、中国初の人工衛星東方紅1号を開発して以来、様々な種類の人工衛星を42機、神舟宇宙船を4機開発している。
また、ブラジル国立宇宙研究所（INPE）と共同で、中国・ブラジル地球資源衛星の開発を行っている。